# Givskud Zoo
Givskud Zoo (oprindeligt Løveparken Givskud ) er en zoologisk have og safaripark beliggende ved Givskud, 20 km nordvest for Vejle. Givskud Zoo blev grundlagt af Jacob Hansen, og åbnede den 12. august 1969. Fra 2002 og frem til maj 2024 var Richard Østerballe direktør.

## Safaripark
Givskud Zoo begyndte som en løvepark, hvor man i egen bil kørte i kortege rundt blandt løverne, men allerede i 1970 ankom de første andre dyr, bl.a. elefanter og vandbøfler. Allerede den første sæson blev løveparken besøgt af mere end 200.000 gæster, og i dag bliver parken besøgt af mere end 400.000 gæster årligt. I 2011 var Givskud Zoo den 20. mest besøgte turistattraktion i Danmark med et besøgstal på 326.815 personer Givskud Zoo ejer knap 120 hektar, hvoraf ca. halvdelen i dag bruges til dyreparken (fremtidsplaner inkluderer den resterende halvdel).
Givskud Zoos er primært en safaripark, hvor man i egen bil kører gennem parkens store anlæg, hvor flere forskellige dyr går sammen. Undervejs gennem parken er flere parkeringspladser, hvor man kan parkere bilen og gå rundt og betragte på dyrene. Nogle af de mest kendte og populære dyr i parken er næsehorn, løver, giraffer, gorillaer og brasilianske kæmpeoddere. Parken huser også Danmarks største dinosaurpark.

## Gorillaer
Givskud Zoo overtog i 1998 København Zoos gorillaer, og er nu den eneste zoo i Danmark, der har gorillaer. Flokken, der bestod af 1 han, 3 hunner og 3 unger, blev ledet af sølvryggen ”Samson” indtil dennes død i juli 2015. Samson blev kendt via DR dokumentarserien ”Bag kulisserne i Zoo”.

## Næsehornet Brutalis
Givskud Zoo var også tidligere hjemsted for det berømte næsehorn ”Brutalis”. Brutalis blev født i en zoo (Knowsley Safari Park) i England i 1977, men hans mor ville desværre ikke kendes ved ham. Dyrepasserne besluttede at prøve at håndopfodre ham. Han voksede derfor op uden kontakt til andre næsehorn og da han blev kønsmoden begyndte han at blive aggressiv. Efter at være blevet flyttet rundt mellem flere forskellige zoologiske haver, endte Brutalis i 1990 i Givskud Zoo, hvor han også ødelagde staldinventar og indhegninger for mange penge. Det blev derfor i 1994 besluttet at prøve, at flytte ham til Ongave Naturreservat i Namibia i Afrika, på trods af at han havde levet hele sit liv i zoologiske haver. Brutalis faldt forbavsende godt til i Afrika og fik tilkæmpet sig et godt territorium. I 2000 døde Brutalis i kamp med en anden han om territoriale stridigheder.

## Zoo TV
Givskud Zoo har i juni 2008 startet Zoo TV, hvor man på parkens hjemmeside kan se små film, der fortæller om dyrene og livet i zoologisk have. Filmene er lavet af samme journalist der stod bag "Bag kulisserne i Zoo".